# Dodô (football, 1992)
José Rodolfo Pires Ribeiro, dit Dodô, est un footballeur brésilien né le 6 février 1992 à Campinas. Il évolue au poste d'arrière gauche au Santos FC.

## Palmarès
- Vainqueur du championnat de la CONMEBOL des moins de 17 ans en 2009 avec l'équipe du Brésil U17